# دمج شطري القدس

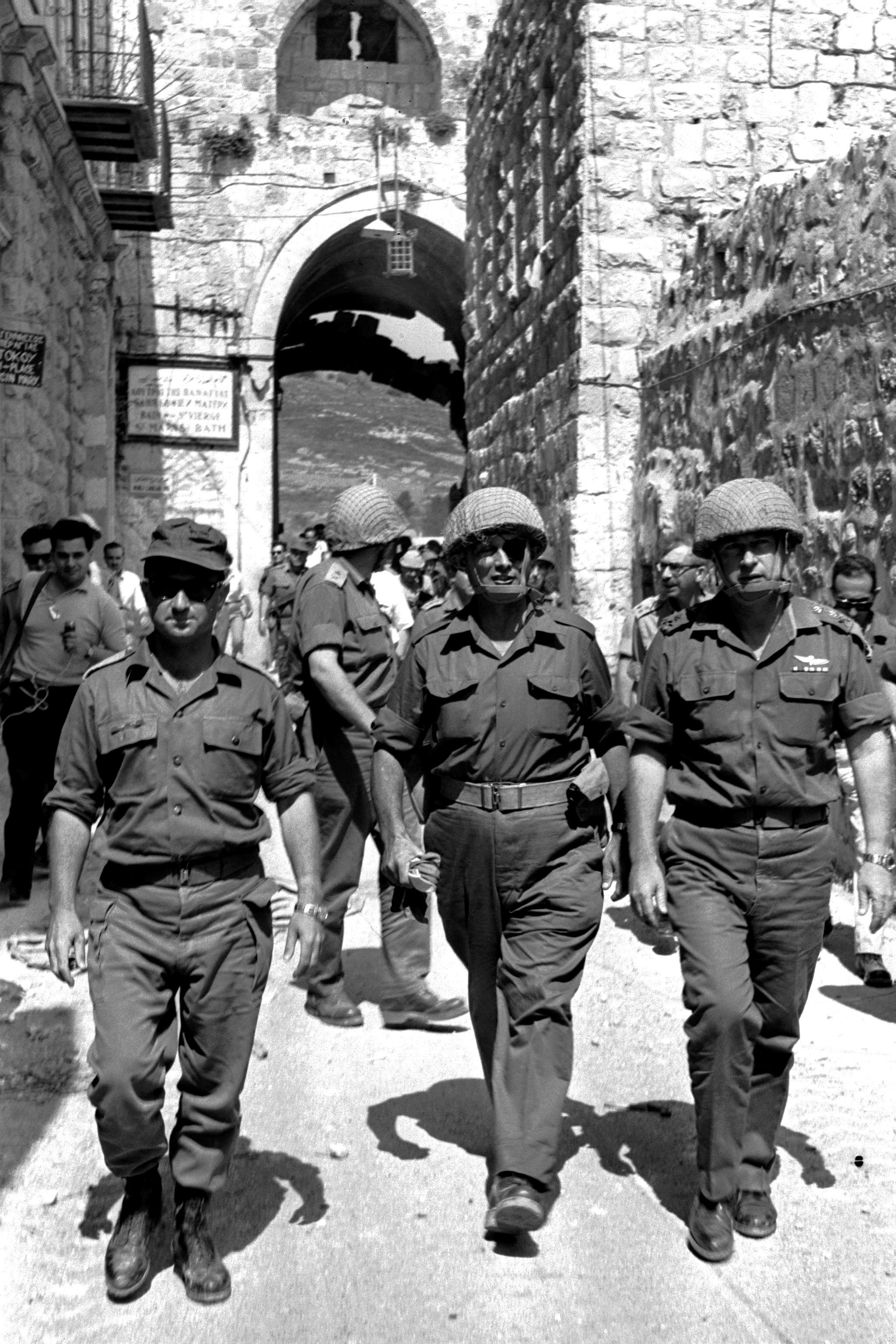
رئيس الاركان الإسرائيلي الفريق اسحق رابين في مدخل مدينة القدس القديمة خلال حرب الأيام الستة، مع موشيه دايان وعوزي ناركيس

دمج شطري القدس أو توحيد القدس (وفقاً لوجهة النظر الإسرائيلية) يشير إلى الدمج الإداري لمدينة القدس في يونيو 1967 تحت السيادة الإسرائيلية، عقب احتلال إسرائيل للمدينة كاملة بعد حرب الأيام الستة في 7 يونيو 1967، حيث تمكن المظليون من الجيش الإسرائيلي بقيادة مردخاي غور وبعد قتال عنيف مع الجنود الأردنيين من السيطرة على القدس الشرقية والبلدة القديمة. في 27 يونيو 1967 أصدر البرلمان الإسرائيلي «الكنيست» قراراً على شكل إضافة فقرة إلى قانون إسرائيلي هو (قانون الإدارة والنظام 1948م). في 30 يوليو 1980 أضيفت الصفة الدستورية على دمج إسرائيل شطري القدس الغربي والشرقي بموجب قانون القدس، والذي جعل دمج القدس مبدأ دستورياً على الرغم من رفض الأمم المتحدة والمجتمع الدولي لهذه الخطوة. تحتفل إسرائيل كل عام بهذا اليوم كعيد وطني إسرائيلي يطلق عليه يوم القدس (يوم أورشليم).

## معركة السيطرة الإسرائيلية على القدس الشرقية
بدأت أعمال إسرائيل العسكرية تجاه الجزء الشرقيّ من مدينة القدس بعد أنْ سيطرت القوات الأردنية على مقرّ الأمم المتحدة في المدينة (دار المعتمديّة)، وتمّ عزل جبال الخليل عن منطقة القدس، ثم كانت الخطوة الثانية وهي عزل القدس عن الإمدادات التي قد ترد إليها من الشمال، فتمّت السيطرة على قمة الجبل والطريق الذي يربط القدس برام الله، كما تمت السيطرة على جنوب المدينة لقطع الاتصال ببيت لحم، وبدأت الطلعات الجوية «الإسرائيلية»، بعد تدمير الطيران الأردني في أجواء منطقة القدس وعددهم 22 طائرة، قبل منتصف ليلة 5/6 يونيو (حزيران) 1967م، بدأ قصف مدينة القدس، وتدمير المواقع العربيّة، وتقدّمت كتيبة من جهة الشمال مهاجمةً حيّ الشيخ جراح، ويذكر «الإسرائيليون» أنّ القوات الأردنية «قاتلت قتالاً شرساً على مدى أربع ساعات» وبعدها اقتحمت القوات «الإسرائيلية» المدينة، وسيطرت فجْراً على المنطقة الواقعة بين سور المدينة وجبل سكوبس وتل أوغستا فيكتوريا المواجهة لسور المدينة القديم. وفي اتجاهٍ آخر كانت قوات لواء «هريئيل» تحتلّ منطقة النبي صموئيل، لتعزّز الوجود «الإسرائيلي» على طريق القدس-رام الله. وأصبحت قوات (مردخاي غور) جاهزة للمعركة الأخيرة في القدس، ووصل القائد الأردني العميد عطا علي، قائد اللواء 27 (لواء الملك طلال) إلى قناعةٍ أنّه من غير الممكن مواصلة القتال، فبدأ بسحب قواته بشكلٍ تدريجي، فيما كانت القوات «الإسرائيلية» تتقدّم نحو البلدة القديمة، وأفشلت أيّ إمدادٍ أردني لها، ولم تجدْ القوات «الإسرائيلية» مقاومة تذكر، ووصلت طلائع هذه القوات إلى حائط البراق الساعة العاشرة من صباح (7 يونيو 1967) ودخلت ساحات المسجد الأقصى، واحتفلت بهذا (النصر التاريخي)، وشربوا الخمر في ساحات الأقصى.

## مظاهر السيطرة الإسرائيلية على القدس الموحدة

### التوزيع السكاني
لم يكن مسموحاً لليهود بزيارة القدس الشرقية وذلك أثناء فترة سيطرة القوات الأردنية عليها وارتفع عدد اليهود بمدينة القدس من 99,400 (في عام 1948) إلى 195,700 (في عام 1967). وبعد سيطرة إسرائيل على القدس الشرقية هبط عدد السكان المسيحيين، حيث انخفض من 25,000 (في عام 1938) إلى 9,000 (في عام 1967).
في 28 يونيو 1967 نفذ وزير الداخلية الإسرائيلي قرار الكنيست بما يسمى قرار «القدس الموسعة» بتوسيع حدود بلدية القطاع الإسرائيلي من القدس القديمة وضواحيها التي تقع ما بين (المطار وقرية قلنديا شمالاً وبيت حنينا غرباً وقرى صور باهر وبيت صفافا جنوباً وقرى الطور والعيزرية وعناتا والرام شرقاً) وتبلغ مساحتها حوالى 67 ألف دونم وعدد سكانها حوالى 100,000 عربي

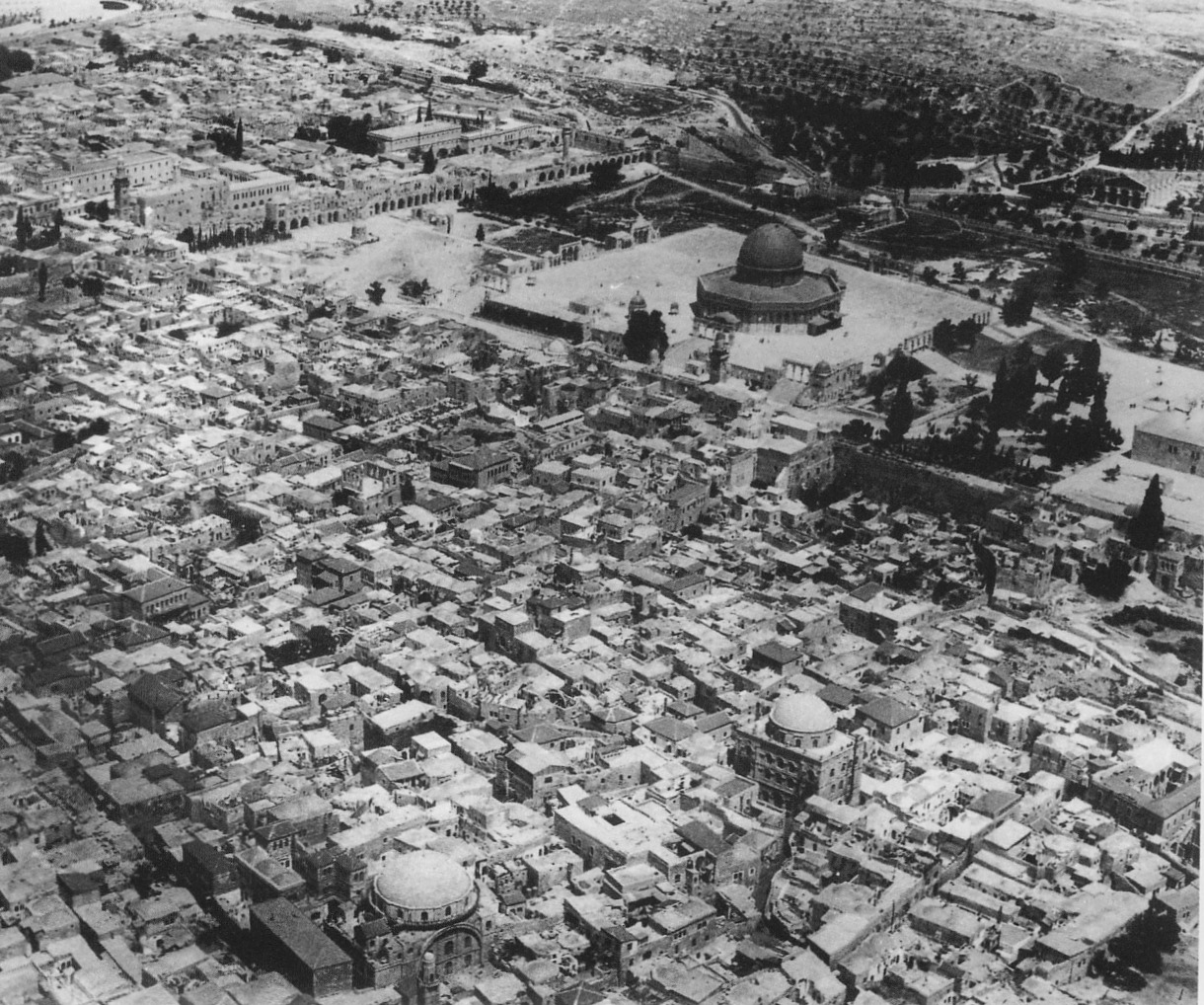
حي المغاربة في عام 1900

في 29 يونيو 1967 أصدر الجيش الإسرائيلي أمراً يقضى بحل مجلس أمانة القدس الذي كان معترفاً به من قِبَل الأردنيين وبفصل أمين القدس روحي الخطيب من عمله الذي شغله منذ 1959 وقامت بإعادته إلى عمان في 7 مارس 1968، وبالحاق موظفي أمانة القدس ببلدية القسم التي أنشئتها إسرائيل. كما أنها أبعدت كلاً من الشيخ عبد الحميد السائح رئيس محكمة الإستئناف الشرعية وأنطون عطالله وزير الخارجية الأسبق في نفس العام.
في 25 يوليو 1967 أجرت إسرائيل إحصاءاً عاماً لسكان القدس وأجبرت جميع السكان خلال ثلاثة أشهر على الحصول على بطاقات هوية إسرائيلية وأعتبرت جميع أبناء القدس الغائبين انهم محرومين من حق العودة ووضعت يدها على أملاكهم كما شرعت في هدم البيوت في البلدة القديمة، وأعادت إعمار الحي اليهودي فيها. كما قامت بهدم المنازل والبنايات الوقفية أمام ساحة البراق (حي المغاربة)، فيما يزيد عن 10% من مساحة البلدة القديمة.

## الاحتفال الإسرائيلي بيوم القدس
في 21 مايو 2017 احتفلت إسرائيل بمرور 50 عاماً على توحيد القدس مع أن الاحتفال به يصادف يوم 24 مايو 2017، حيث يجري حسابه وفقاً للتقويم العبري، وذلك عشية زيارة ترامب.
في 13 مايو 2018 احتفلت إسرائيل به على الرغم من أنه يصادف يوم 24 مايو 2017، أقيم الاحتفال في متحف بلدان الكتاب المقدس وذلك بالتزامن مع احتفال الولايات المتحدة الأمريكية بنقل السفارة الأمريكية إلى القدس.